# Kraton (Yosowilangun)
Kraton is een bestuurslaag in het regentschap Lumajang van de provincie Oost-Java, Indonesië. Kraton telt 2430 inwoners (volkstelling 2010).